# Telmatobufo ignotus
Telmatobufo ignotus é uma espécie de anfíbio anuro da família Calyptocephalellidae. Está presente no Chile. A UICN classificou-a como em perigo de extinção.